# Portalbera
Portalbera (Purtalbra in dialetto oltrepadano) è un comune italiano di 1 474 abitanti della provincia di Pavia in Lombardia. Si trova nell'Oltrepò Pavese, sulla riva destra del Po, presso la confluenza del torrente Versa.

## Storia
Fin dall'epoca romana è testimoniato il Porto Peducoloso (Portum Peducolosum), località nei pressi dell'odierna Portalbera, in quel punto in cui il fiume Po si restringeva e vi era un porto che permetteva un attraversamento più sicuro e rapido. Nel 218 a.C. lo stesso Annibale, dopo la battaglia del Ticino, aveva attraversato il fiume proprio in questa località verso Stradella (Tito Livio, 21, 47). Un'ulteriore testimonianza del Porto Peducoloso la si ha nel 929 in occasione della traslazione da Bobbio a Pavia in processione dell'arca con il corpo di San Colombano da parte dell'abate Gerlanno per rivendicare i possessi dell'abbazia di Bobbio in Oltrepò usurpati dal vescovo di Piacenza Guido e riottenuti dal re Ugo, l'attraversamento in barca del Po a Porto Peducoloso avvenne nel tardo pomeriggio di sabato 18 luglio 929. In seguito verso il XII secolo il guado ed il porto si spostarono a Parpanese (Arena Po).
Portalbera fece parte dell'ampia donazione con cui i re d'Italia Ugo e Lotario beneficiarono nel 943 la sede episcopale di Pavia (comprendente anche Stradella, Rovescala e Cecima). L'episcopato pavese ebbe da allora non solo la signoria locale ma anche la quasi totale proprietà fondiaria su Portalbera, sino alla fine del XVIII secolo. Nel 1164 la signoria di Portalbera passò sotto il dominio politico di Pavia. Nel 1459 il vescovo Pietro Grassi diede a Portalbera gli statuti comunali.
Presso Portalbera esisteva anche il piccolo comune di Portalberella, corrispondente all'attuale frazione San Pietro, che nel 1677 fu infeudato ai conti Mandelli. Questo comune fu soppresso nel 1818 e aggregato a Portalbera.

## Società

### Evoluzione demografica
Abitanti censiti

## Sport
La squadra di calcio rappresentante Portalbera è la Portalberese, militante nel Campionato di Terza Categoria